# Agenda (aplicação)
Agenda (ou Address Book, originalmente em Inglês) é um programa de agenda e gerenciamento de endereços para Mac OS X. É um dos componentes nativos do Mac OS X. Possui integração com outros aplicativos do Mac OS X, como o iChat e Mail e recursos de sincronização. Tem estado presente como componente do Mac OS X em todas as versões: Cheetah, Puma, Jaguar, Panther, Tiger e Leopard.

## Recursos
| - Importação e exportação de cartões em formato vCard 3.0; - Importação de cartões da LDIF, arquivos de tabulação delimitada e separada por vírgulas; - Integração com o Google Mapas, bastanto segurar a tecla Ctrl enquanto clica sobre um endereço para o Safari mostrar o mapa local; - API C e Objective-C para interface com outras aplicações; - Impressão de etiquetas e envelopes, listas de correio eletrônico, agenda de bolso; - Pode configurar o estilo página e o tamanho do papel antes de imprimir; - Um clique automático procura por entradas duplicadas; - Notificação de mudança de endereço; - Grupos de contato; - Grupos inteligents baseados no Spotlight; - Função autofundição ao importar cartões vCard; O usuário pode configurar campos e categorias; - Configuração de campos e categorias; - Formatação automática de números de telefone; - Sincronização com o Microsoft Exchange Server; - Pesquisa com reconhecimento de fala; - Capacidade de buscar em banco de dados LDAP contendo informações pessoais; - Plugin de interface que permite desenvolvedores terceiros adicionarem funcionalidades ao programa. | - Integração com Mail, iCal, iChat, Spotlight, Fax, Safari e iPhone; - Compatibilidade com o iSync para sincronizar contatos com telefones, PDAs, iPods e outros Macs; - Sincronização com contatos do MobileMe; - Contatos são indexados pelo Spotlight; - A Agenda armazena endereços previamente recebidos usados pelo Mail; - Endereços URLs na Agenda aparecem nos favoritos da Agenda do Safari; - Amigos do iChat podem ser associados com cartões da Agenda; - Integração com a conta do Mac OS X (avatar, nas Preferências dos Sistema etc.); - Aniversários gravados na Agenda aparecerão no iCal se estiver habilitada a opção; - Widget da Agenda para a Dashboard; - Suporte ao AppleScript para pesquisar, adicionar, modificar e remover pessoas e grupos. |

## Descrição do programa
A Agenda tem dois modos de visualização: cartão e por colunas, além “mostrar somente cartão”. O usuário pode trocar entre os modos com o botão de controle na parte superior esquerda da janela principal do programa.
Na visualização por colunas e cartão, a janela da Agenda é dividida em três painéis. O primeiro tem o nome do grupo. Esse painel lista Todos, Diretórios, e cada grupo feito pelo usuário. O usuário pode adicionar novos grupos pelo menu de arquivo “Novo Grupo”  ou teclado Command+Shift+N.
Quando seleciona-se Todos ou grupos de usuário, a segunda coluna tem o título Nome. Ela lista os nomes das pessoas com cartões divididos por grupos, ou todos os nome se o grupo selecionado é todo, em ordem alfabética pelo nome ou sobrenome, dependendo da preferência do usuário.
O terceiro painel tem o cartão correspondente ao nome selecionado. O cartão pode incluir informações, algumas das quais o usuário pode classificar em categorias personalizáveis como “Casa” e “Trabalho”. Alguns desses campos podem ter entradas duplicadas, por exemplo: se a pessoa que o cartão descreve tem muitos endereços de correio eletrônico. O usuário pode editar os campos apertando o botão “editar” abaixo à esquerda do terceiro painel. Campos padrão da Agenda incluem:
| - Imagem - Pronunciação do nome - Nome ou primeiro nome - Sobrenome ou último nome - Emprego - Companhia - Número de telefone - Endereço de correio eletrônico - Sítio (“site”) - Aniversário | - Nome de usuário em programas de mensagens instantâneas - AIM - ICQ - Jabber - MSN - Yahoo! - Endereço - Nomes correlatos - Nota |

A Agenda pode procurar em diretórios LDAP. O usuário podem personalizar isso na guia LDAP das preferências. Usuário pode fazer essas buscas selecionando diretórios no primeiro painel, selecionando um diretório ou todos no segundo painel, e teclado sua busca na caixa de busca acima à esquerda no terceiro painel. Os resultados aparecerão no terceiro painel.